# Joe Low
Pour les articles homonymes, voir Lowe.
Joseph David Low, né le 20 février 2002 à Cardiff, est un footballeur international gallois. Il joue au poste de défenseur central pour Huddersfield Town.

## Biographie

### En club
Formé à Bristol City, Low ne s'impose pas dans l'équipe, mais il est prêté dans des clubs de divisions inférieures. 
Le 4 janvier 2023, il est prêté à Walsall.
Le 18 juillet 2023, il rejoint Wycombe Wanderers.

### En équipe nationale
Le 11 octobre 2023, il fait ses débuts avec l'équipe nationale galloise.